# 阿容河畔迈松塞勒
阿容河畔迈松塞勒（法語：Maisoncelles-sur-Ajon，法語發音：[mɛzɔ̃sɛl syʁ aʒɔ̃] ⓘ）是法国卡尔瓦多斯省的一个市镇，属于卡昂区。

## 地理
阿容河畔迈松塞勒（49°3'14"N, 0°32'19"W）面积4.24 平方千米，位于法国诺曼底大区卡爾瓦多斯省，该省份为法国西北部沿海省份，北濒大西洋英吉利海峡，东北与滨海塞纳省以海上边界相接，东临厄尔省，南至奧恩省，西与芒什省接壤。
与阿容河畔迈松塞勒接壤的市镇（或旧市镇、城区）包括：库尔沃东、蒙蒂尼、普雷欧博卡日、圣奥诺里讷迪费、瓦科涅-讷伊、阿容河畔马莱尔布。

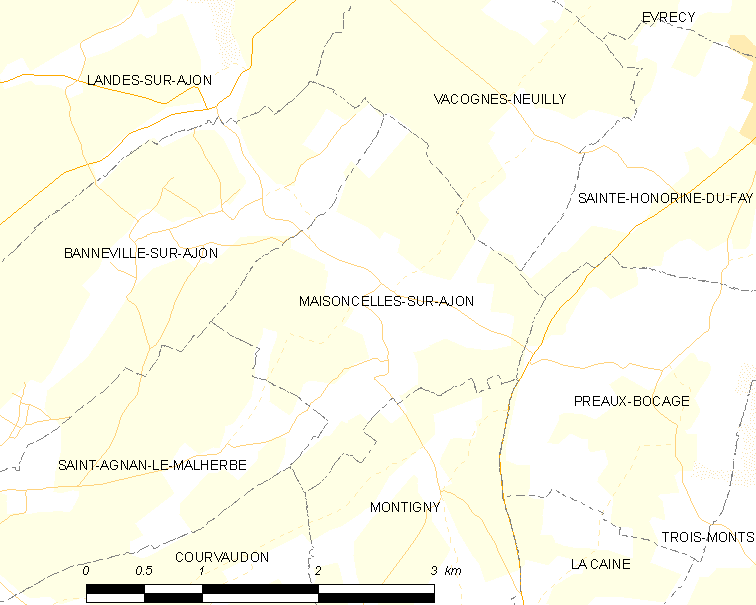
阿容河畔迈松塞勒的OSM定位图

阿容河畔迈松塞勒的时区为UTC+01:00、UTC+02:00（夏令时）。

## 行政
阿容河畔迈松塞勒的邮政编码为14210，INSEE市镇编码为14390。

## 政治
阿容河畔迈松塞勒所属的省级选区为莱蒙多奈县。

## 人口

1962-2008年间阿容河畔迈松塞勒人口变化图示

阿容河畔迈松塞勒于2022年1月1日时的人口数量为201人。